# Åbogen Station
Åbogen Station (Åbogen stasjon) er en tidligere jernbanestation, der ligger i bygden Åbogen i Eidskog kommune på Kongsvingerbanen i Norge.
Stationen blev åbnet 4. november 1865, da Grensebanen, nu en del af Kongsvingerbanen, blev taget i brug. 6. april 1967, 102 efter åbningen, blev den fjernstyret, og 1. januar 1982 blev den gjort ubemandet. Betjeningen med persontog ophørte 1. juni 1986, hvorefter den tidligere station har fungeret som krydsningsspor. Stationsbygningen, der er opført i gulmalet træ efter tegninger af Georg Andreas Bull, er fredet.